# 教学方法
教学方法（teaching method）包括教师为使学生能够学习而使用的原则和方法。这些策略部分取决于要教授的主题，部分取决于学习者的本质。对于适当和有效的特定教学方法，它必须与学习者的特征和它应该带来的学习类型相关。设计和选择教学方法不仅要考虑到主题的性质，还要考虑学生的学习方式 。 在今天的学校里，选取教学方法的趋势取决于它是否鼓励创意（creativity）。推理和原创思想增强了创造力。 
教学方法大致可分为以教师为中心和以学生为中心。 在以教师为中心的学习方法中，教师是该模型中的主要权威人物。 学生被视为“空船”，其主要作用是被动地接收信息 （通过讲座和直接指导），最终目标是测试和评估。 教师将知识和信息传递给学生是主要的作用。 在这个模型中，教学和评估被视为两个独立的实体。 通过客观评分的测试和评估来衡量学生的学习 。  在以学生为中心的学习方法中 ，教师是该模型中的权威人物，教师和学生在学习过程中发挥着同样积极的作用。 教师的主要职责是指导和促进学生的学习和对材料的整体理解。 学生学习是通过正式和非正式的评估形式来衡量的，包括小组项目，学生档案和课堂参与。 教学和评估是相互关联的;在教师指导期间不断测量学生的学习 。  常用的教学方法可以包括课堂参与，演示，背诵，记忆或这些的组合。

## 教学方法
霍华德加德纳在多元智能理论中确定了各种各样的方式。 Myers-Briggs类型指示器和Keirsey气质分拣机基于荣格的作品，专注于了解人们的个性如何影响他们个人互动的方式，以及这如何影响个人在学习环境中相互作用的方式。 

### 讲授
讲授方法只是几种教学方法中的一种，但在学校里，它通常被认为是主要的教学方法。 讲座方法便于机构和成本效益，特别是对于较大的教室规模。 这就是为什么讲课是大多数大学课程的标准，同时课堂上可以有几百名学生;根据课程计划，讲座让教授能够以最一般的方式同时解决大多数人的问题，同时仍然传达他们认为最重要的信息 。  虽然讲授方法让教师或教师有机会让学生接触未发表或未有的材料，但学生扮演的是被动角色，可能会妨碍学习。 虽然这种方法有利于大型沟通，但讲师必须不断有意识地努力了解学生的问题并让学生接受口头反馈。 如果教师具有有效的写作和口语技能，它可以用来引起对主题的兴趣。 

### 演示
演示，也称为教练风格或演讲兼演示方法， 是通过实例或实验教学的过程。  该框架混合了信息传递和展示方式的教学策略。  例如， 科学教师可以通过为学生进行实验来教授一个想法。 通过视觉证据和相关推理的组合，可以使用演示来证明事实。 
演示类似于书面讲故事和示例，因为它们允许学生个人与所呈现的信息相关。 记住事实清单是一种独立和非个人的体验，而通过示范传达的相同信息变得具有个人关系。 演示有助于提高学生的兴趣并加强记忆保留，因为它们提供了事实与这些事实的实际应用之间的联系。 另一方面，讲座通常更倾向于事实表达而不是连接学习。 
演示方法的一个优点是能够包含不同的格式和说明材料，以使学习过程具有吸引力。  这会激活一些学习者的感官，从而创造更多的学习机会。  这种方法对教师来说也是有益的，因为它适用于团体和个人教学。  然而，虽然示范教学在数学，科学和艺术教学中可以有效，但在课堂环境中证明它无效，需要满足学习者的个人需求。 

### 协作
协作允许学生通过彼此交谈和倾听他人意见来积极参与学习过程。 协作在学生和学习主题之间建立了个人联系，它帮助学生以较少的个人偏见进行思考。 小组项目和讨论是这种教学方法的例子。 教师可以通过协作来评估学生作为团队，领导技能或表达能力的能力。 
协作讨论可以采取多种形式，例如鱼缸讨论 。 经过一些准备和明确定义的角色后，讨论可能构成课程的大部分内容，教师只在最后或后续课程中提供简短的反馈。 
教师协作学习技巧和策略的一些例子是建立信任，建立小组互动，牢记评论家，包括不同类型的学习，使用现实世界的问题，考虑评估，创建预测试和后测，使用不同的策略，帮助学生使用查询和使用技术，以便更容易学习。 

#### 课堂讨论
课堂教学中最常见的协作方法是课堂讨论。 它也是一种处理课堂的民主方式，每个学生都有平等的机会互动并提出自己的观点。 在教室中进行的讨论可以由教师或学生来促进。 讨论也可以在演示或演示之后进行。 课堂讨论可以增强学生的理解，增加学术内容的背景，拓宽学生的观点，强调对立的观点，强化知识，建立信心，并支持社区学习。 根据课程的主题和形式，有意义和引人入胜的课堂讨论的机会可能差异很大。 然而，举行计划课堂讨论的动机仍然是一致的。  通过在学生中探究更多问题，解释所收到的信息，使用问题来培养批判性思维，并通过诸如“我们能够更进一步吗？”这样的问题，可以实现有效的课堂讨论。 “你认为哪些解决方案可以解决这个问题？” “这与我们所了解的内容有何关系。 。 ？;之间有什么区别。 。 。 ？;这与你自己的经历有什么关系？你认为是什么原因造成的。 。 。 。 ？;有什么影响。 。 。 。 ？“ 
从“教学策略对第一年高等教育学习策略的影响不容忽视或过度解释，由于学生的个性和学术动机的重要性，这也部分解释了为什么学生学习他们的方式”  Donche同意上述标题中的先前观点，但他也认为学生的个性有助于他们的学习风格。 

#### 述职
术语“汇报”是指在特定事件发生后围绕共享和检查信息的会话会话。 根据情况，汇报可以用于各种目的。  它考虑到了经验并促进了反思和反馈。 总结可能涉及对学生或学生之间的反馈，但这不是意图。 目的是让学生“解冻”并判断他们在改变或转变方面的经验和进步。 目的是帮助他们接受他们的经验。 这个过程涉及到循环的认识，学生可能必须被引导到完全汇报。 教师不应过分批评行为的复发。 一旦经验完全整合，学生将退出这个循环并继续下一个。 
在大多数职业中，汇报是一项日常工作。 它可能出现在心理学，医疗保健，政治或商业领域。 这也被认为是日常必需品。 

#### 课堂行动研究
课堂行动研究是一种找出在自己的课堂中最有效的方法，以便您可以改善学生的学习 。 我们对一般的良好教学非常了解（例如 McKeachie，1999; Chickering和Gamson，1987; Weimer，1996），但每个教学环境在内容，水平，学生技能和学习风格，教师技能和教学风格以及许多其他因素方面都是独一无二的。 为了最大限度地提高学生的学习效果，教师必须找出在特定情况下最有效的方法。  每种教学和研究方法，模型和家庭对于技术研究的实践都是必不可少的。 教师有自己的优点和缺点，采用特定的模式来补充优势和弱点。 在这里，老师非常清楚要构建的知识类型。 在其他时候，教师为学生配备一种研究方法，以挑战他们构建新的意义和知识 。 在学校，简化了研究方法，允许学生在自己的水平上访问方法。 

## 教学方法的演变

### 古代教育
大约公元前3000年，随着書寫的出现，教育变得更有意识或自我反思，抄写员和天文学家等专业职业需要特殊的技能和知识。 古希腊的 哲学导致教育方法进入国家话语的问题。 
在他的文学作品《理想国》中 ， 柏拉图描述了一种他认为会导致理想状态的教学体系。 在他的对话中，柏拉图描述了苏格拉底方法，这是一种旨在激发批判性思维和阐明思想的探究和辩论形式。 
许多教育工作者，如罗马教育家昆提利安，的意图是找到特定的、有趣的方式来鼓励学生使用他们的智慧并帮助他们学习。

### 中世纪的教育
波希米亚的约翰·阿摩司·夸美纽斯希望所有的孩子都能学习。 在他的《世界图片》中，创作了一本插图教科书，内容是儿童在日常生活中熟悉的东西，并用它来教孩子们。弗朗索瓦·拉伯雷在《巨人传》中描述了学生Gargantua如何了解这个世界，以及了解到的内容。 
很久以后， 让-雅克·卢梭在他的《爱弥儿》（Emile）中提出了教授儿童科学和其他学科元素的方法 。 在拿破仑战争期间， 瑞士的约翰·亨里希·裴斯泰洛齐的教学方法使得难民儿童成为了一个被认为无法进入的阶层  ，学习。 他在斯坦兹的一次教育实验中描述了这一点。 

### 19世纪 - 义务教育
普鲁士教育体系是强制性的系统教育可追溯至19世纪初。 普鲁士教育系统的一部分已成为包括日本和美国在内的许多其他国家教育系统的典范。 普鲁士模型要求将课堂管理技能纳入教学过程。 
在义务教育法中，儿童必须在某些年龄上学。 学区也需要在照顾期间保证学生的安全。 

### 20世纪
较新的教学方法可以包括电视，广播，互联网，多媒体和其他现代设备。 一些教育工作者   相信技术的使用虽然在某种程度上促进了学习，但并不能代替鼓励批判性思维和学习欲望的教育方法。 探究学习是另一种现代教学方法。 绝大多数教师正在使用的一种流行的教学方法是实践活动。 实践活动是需要移动，交谈和聆听的活动，它可以激活大脑的多个区域。 “你使用大脑的部分越多，就越有可能保留信息，”Judy Dodge说，他是25个差异化课堂快速评估的作者（Scholastic，2009）。 

## 进一步阅读
- Paul Monroe, A Text-Book in the History of Education, Macmillan, 1915, OL1540509W
- Gilbert Highet, The Art of Teaching, 1989, Vintage Books, ISBN 978-0679723141